# ماهیچه دراز کف‌دستی
ماهیچه دراز کف‌دستی (انگلیسی: Palmaris longus muscle) کار خم کردن مچ دست را برعهده دارد.
سر ثابت: فوق قرقره داخلی استخوان بازو
سر متحرک:استخوان‌های کف دستی
عصب گیری:عصب میانی
تاندون این عضله در پایین به فاشیای کف دست چسبیده و موجب خم شدن مچ دست می‌شود.
این ماهیچه، از اندام‌های وستیجیال در انسان است. تخمین‌زده زده می‌شود که به طور میانگین این اندام وستیجیال، در حدود ٪۱۴ از انسان‌های کنونی، وجود ندارد(میزان شیوع آن از ٪۱.۵ تا ٪۶۳.۹ در مناطق مختلف جهان، تفاوت دارد). در سال ۲۰۰۱ بررسی‌ای بر روی ۳۰۰ نفر(۱۵۰ مرد و ۱۵۰ زن) از نژاد قفقازی با سن بین ۴۰-۱۸ سال انجام شد. این بررسی توسط معاینه کلینیکی انجام شد. ۴۹نفر (٪۱۶) تنها در یکی از دو دست خود این ماهیچه را داشتند، همچنین ۲۶نفر (٪۹) در هیچکدام از دست‌های خود این ماهیچه را نداشتند؛ ۳۲۵نفر (٪۷۵) باقی‌مانده نیز در هر دو دست خود، این ماهیچه را داشتند.